# مینیرو (بازیکن فوتبال)
مینیرو (بازیکن فوتبال) (به پرتغالی: Carlos Luciano da Silva) هافبک اهل برزیل است که در شهر پورتو الگره, ریو گرانده جنوبی و در تاریخ ۲ اوت ۱۹۷۵ به دنیا آمده‌است.
مینیرو (بازیکن فوتبال) در تیم‌های فوتبال Guarani ،Ponte Preta،São Caetano،سائوپائولو، هرتابرلین و چلسی سابقهٔ حضور دارد. این بازیکن همچنین در سال، ۲۰۰۱ – ۲۰۰۸ برای، تیم ملی فوتبال برزیل به میدان رفته‌است